# Carlos Balmaceda Saavedra

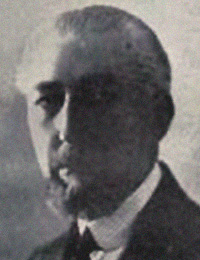
Carlos Balmaceda Saavedra

Carlos Balmaceda Saavedra (* 8. April 1879 in Santiago de Chile; † 21. August 1958 ebenda) war ein chilenischer Politiker.

## Leben
Balmaceda Saavedra war ein Sohn von José Maria Balmaceda und dessen Ehefrau Amelia Saavedra Rivera. Die Schulzeit absolvierte er am Colegio Inglés und am Instituto Nacional seiner Heimatstadt. Anschließend studierte er an der Universidad de Chile und konnte dieses Studium erfolgreich im Rang eines Agraringenieurs beenden. 
Bald darauf heiratete Balmaceda Saavedra in seiner Heimatstadt Marta Lazcano Valdés und hatte mit ihr vier Kinder. 
Präsident Pedro Montt Montt ernannte Balmaceda Saavedra mit Wirkung vom 25. Juni 1910 zum Finanzminister. Als Montt kurze Zeit darauf starb und eine Regierungsumbildung anstand, verlor Balmaceda Saavedra am 23. Dezember desselben Jahres dieses Amt. Das Außenministerium seines Landes leitete er zwischen 26. Juli und 2. September 1931; er wurde dabei der Nachfolger von Alberto Edwards Vives und wurde seinerseits von Luis Izquierdo Fredes abgelöst.  
Am 21. August 1958 starb Balmaceda Saavedra mit 79 Jahren in Santiago de Chile und fand dort auch seine letzte Ruhestätte.